# Ejército antigónida
El ejército antigónida fue el ejército de Macedonia en el período en que fue gobernada por la dinastía Antigónida a partir de 276 hasta 168 a. C. Fue vista como una de las principales fuerzas helenísticas de combate en el mundo griego hasta su derrota final, a manos de los romanos en la Batalla de Pidna en 168 a. C. A pesar de ello hubo un breve resurgimiento en 150 a 148 a. C. con la revuelta de Andrisco, un supuesto heredero de Perseo.
A partir de tropas mercenarias con muy pocos efectivos, bajo Antígono Gónatas, en 270 a. C., el ejército antigónida eventualmente se convirtió en la fuerza dominante de la Grecia helenística, con las campañas de lucha contra Epiro, la Liga Aquea, Esparta, Atenas, Rodas y Pérgamo, por no mencionar a las numerosas tribus tracias y celtas que amenazaban a Macedonia desde el norte.
El ejército antigónida, al igual que el ejército de Alejandro Magno, se basaba principalmente en la falange macedonia, que fue una sólida formación de hombres armados con escudos pequeños y largas picas llamadas sarissas. La mayoría de las tropas macedonias que servían en el ejército provenían de los números de la falange, que contenía hasta un tercio a dos tercios de todo el ejército en campaña. Además de la falange el ejército antigónida tenía su cuerpo de élite, peltastas, numerosos macedonios y aliados de caballería y siempre una considerable cantidad de aliados, infantería mercenaria y tropas auxiliares.

## Ejército bajo Antígono Gónatas
Cuando Antígono Gónatas tomó el cargo de su padre, Demetrio I de Macedonia, heredó poco más que una extensión a través de Grecia con una guarnición de unos pocos mercenarios. Pero usando estas fuerzas mercenarias fue capaz de derrotar a un ejército invasor celta en Lisimaquia en 277 a. C. Esto dio a Gónatas el trono de Macedonia, que había estado en crisis desde las invasiones de los gálatas en 279 a. C. Sin embargo, cuando Pirro de Epiro invadió Macedonia en 274 a. C. El ejército de Antígono después de haber sufrido algunas pequeñas derrotas y deserciones en masa, finalmente se pasaron al ejército de Pirro. Una más vez, Gónatas se quedó con un puñado de seguidores y mercenarios. Estas fuerzas fueron de considerable ayuda a Esparta cuando Pirro asaltó la ciudad en 272 a. C. Pirro pronto fue asesinado por un esfuerzo combinado de espartanos, argivos y Antígono Gónatas. Después de haber recuperado Macedonia tras la muerte de Pirro, Gónatas gobernó hasta 239 a. C. En este punto el reino Antigónida probablemente no tenía ejército permanente, el único cuerpo permanente, además de los mercenarios, serían los Agêma (guardias de a caballo o a pie). El ejército se componía probablemente de una leva de agricultores que eran llamados cuando se esperaba una campaña. Casi todas las operaciones en el extranjero y la guarnición fueron llevadas a cabo por mercenarios. Debido a las tensiones financieras que asolaron el reino, Gónatas contrataba principalmente mercenarios gálatas y celtas, ya que eran mucho más baratos que los griegos, Antígono Gónatas gobernó directamente sobre el original reino de Macedonia, sin embargo puso el territorio recién adquirido bajo el control de un strategos con poderes militares. Después de su muerte Gónatas había consolidado el dominio Antigónida en Macedonia, sin embargo, en la propia Grecia, Macedonia fue más débil de lo que había estado bajo Alejandro Magno. Sin embargo, esto cambiaría con sus sucesores.

## Ejército de 239 a 168a.C.
Demetrio II, padre del futuro Filipo V de Macedonia, gobernó solamente por diez años, pero en su reinado libró muchas campañas contra los tracios del norte, los celtas y las tribus ilirias, así como a una alianza aqueo-etolia. Sin embargo, su repentina muerte dejó a Antígono Dosón como regente para el joven Filipo. Un resurgimiento espartano bajo Cleómenes III condujo la guerra en el Peloponeso, y la Liga Aquea bajo Arato de Sición convenció a Antígono Dosón para ayudarle. Dosón dirigió una campaña en contra de Cleómenes en 224-222 a. C. Esto culminó con la batalla de Selasia en 222 a. C., en la que Cleómenes fue derrotado por un ejército aliado, principalmente compuesto por un ejército de 13 300 macedonios y 5300 mercenarios.
Después de la muerte de Dosón, Filipo ascendió al trono, y casi inmediatamente comenzó a hacer campañas. Las guerras contra Etolia, Esparta y Elis, así como una invasión a Dardania mantuvieron a Filipo ocupado en los años 220-217 a. C. y le dieron una gran experiencia militar. Sin embargo, el reinado de Filipo estaría marcado por la guerra con Roma, que culminó con un tratado con Cartago que condujeron a la primera guerra macedónica. La primera guerra terminó en un punto muerto y la Paz de Fenice, lo que permitió a Filipo mantener sus territorios recién adquiridos de sus campañas contra los etolios, aliados de Roma. Entre 205 y 201/200 a. C. Filipo utilizó la paz para reorganizar el sistema de reclutamiento e introducir nuevos códigos disciplinarios estrictos para el ejército.
La paz no duró mucho y una alianza con Antíoco III del Imperio Seléucida que permitió a Filipo una campaña en Asia Menor llevó a una alianza de Pérgamo, Atenas y Rodas, que apelaron a Roma por ayuda. En 199 a. C. los romanos habían infligido algunas pequeñas derrotas a los macedonios y habían reclutado también a las Ligas Etolia y Aquea a su bando. Un ejército bajo Tito Quincio Flaminino fue enviado a Grecia e hizo campaña contra Filipo V en 198 a. C., en el Valle Aoo, que Filipo defendió utilizando artillería cuidadosamente colocada y tropas hostigadoras, lo que causó muchas víctimas romanas. En una maniobra de flanqueo, Flaminino logró expulsar a Filipo y lo persiguió hasta Tesalia, donde en 197 a. C. las dos partes se reunieron en la batalla de Cinoscéfalos. Aquí Filipo fue derrotado definitivamente, con 8000 de sus hombres muertos y 5000 tomados prisioneros, aproximadamente la mitad de todo su ejército.
La derrota dejó a Filipo con un reino debilitado. Por ello el rey instauró un sistema de reformas y reorganizó su reino, especialmente incrementando su base de recursos humanos para futuras campañas. Promovió las familias numerosas e importó tracios de los distritos que se había anexionado recientemente al dominio macedonio. Así en otoño de 187 a. C. Filipo desplazó a parte de la población de los pueblos y ciudades costeras a la frontera norte con Peonia y entonces trasladó sucesivamente a tracios a los distritos evacuados. Esto macedonizó la frontera y además facilitó la defensa. Los tracios desplazados a los pueblos y ciudades estaban bajo la autoridad directa de Filipo como rey y además eran un escuadrón útil para vigilar a los ciudadanos sospechosos. Se abrieron minas nuevas, se profundizaron las antiguas y se aumentaron las labores agrícolas y portuarias para incrementar las rentas del reino.
En general estos movimientos sociales y económicos fortalecieron el reino a la muerte de Filipo y la ascensión de su hijo Perseo de Macedonia. En vísperas de la tercera guerra macedónica, Perseo, gracias a su padre, tenía suficiente grano para el último ejército por diez años, sin hacer uso de las cosechas en o fuera de Macedonia, el dinero suficiente para contratar a 10 000 mercenarios por 10 años, un ejército totalmente reconstituido y "armas para tres ejércitos, como Perseo poseía en su armerías". De hecho, cuando Lucio Emilio Paulo, el comandante romano que derrotó a Perseo en Pidna en 168 a. C., tomó el tesoro real antigónida encontró 6000 talentos sobrantes. El ejército que poseía Perseo en la Tercera Guerra macedonia fue de 44 000 hombres, 29 000 de ellos macedonios. Comparado esto con el ejército de Dosón en Selasia que tenía 13.300 macedonios o el ejército de Filipo en Cinoscéfalas (18 000 infantes macedonios, 2000 de caballería y 5500 mercenarios). Los años de la paz y la consolidación habían aumentado la leva nacional en 9000 hombres. Sin embargo, en la batalla de Pidna en 168 a. C. Perseo fue duramente derrotado con la pérdida de 20 000 a 25 000 muertos y 11 000 prisioneros. Después de esta derrota el reino antigónida se disolvió rápidamente, con Perseo convirtiéndose en un prisionero romano y Macedonia dividiéndose en varias repúblicas autónomas.

### Códigos militares de Anfípolis
Filipo V, en algún momento a principios del siglo II a. C. introdujo una serie de nuevos códigos para la disciplina en su ejército. Los códigos de Anfípolis, un ejemplo de estas nuevas medidas, incluidas las multas por falta de equipo y armamento. Estas incluían multas de dos óbolos por no tener el konos (casco), tres óbolos por una sarissa y un dracma por su escudo. También se sabe que el falangita ordinario, a partir de este código, había sido equipado con una camisa de cuero o lino conocida como linotorax y no una coraza metálica, ya que las multas por falta de corazas se limitaban solo a los oficiales. Los códigos también se ocupaban de la organización de los campamentos. Hipaspistas fueron a establecer sus tiendas de campaña «inmediatamente después de los del rey y su entorno inmediato».

### Peltastas y Agema
Al igual que el ejército de Alejandro Magno, el ejército de los antigónidas tenía sus cuerpos hipaspistas, pero se les conocía en el ejército antigónida como los peltastas. Este cuerpo fue la principal guardia de infantería del ejército regular. Sin embargo, no deben ser confundidos con las tropas hostigadoras del mismo nombre, indicados por su propio escudo, la pelta. El cuerpo peltasta, al igual que los hipaspistas de Alejandro, fueron «una fuerza de infantería... que combatía al lado de la falange en la batalla, pero otras veces empleado para emboscadas, marchas forzadas y expediciones especiales». Algunos ejemplos de sus acciones especiales sería su emboscada en Lincestis y su uso como fuerza de choque en la toma de Cefalonia. En Pidna el cuerpo combatió como parte de la falange, en el que fueron masacrados hasta el último hombre. El cuerpo peltasta fue probablemente de 5000 hombres con un batallón de élite de 2000 dentro del cuerpo, llamado agêma. El cuerpo fue organizado probablemente en quiliarquías subdivididos como los de la falange.
En cuanto a los hipaspistas, aún siguieron existiendo en el ejército. Sin embargo en lugar de una unidad de combate fueron un cuerpo personal y guardaespaldas del rey. Por ejemplo, un hipaspista fue enviado por Filipo V a Lárisa para quemar los papeles del estado después de la derrota en Cinoscéfalos.

### Calcáspidas y Leucáspidas
Al igual que la falange de Alejandro, la falange de los antigónidas se basaba principalmente en hombres «reclutados territorialmente entre los campesinos de Macedonia». Los «bárbaros» se instalaron en Macedonia, así como a los tracios, etc., se les dieron tierras a cambio de servir en la falange. Bajo los antigónidas, la falange constituía una parte mucho mayor del ejército que bajo Alejandro. En Selasia conformaba el 34 % del ejército; en Cinoscéfalos, el 62 % y en Pidna, el 49 %. La propia falange antigónida se dividía probablemente en dos cuerpos separados, los calcáspidas («escudos de bronce») y los leucáspidas («escudos blancos»). Estuvieron juntos formando una fuerza de 10 000 hombres en el ejército de Antígono Dosón en Selasia en 222 a. C., aunque el número exacto correspondiente a cada cuerpo se desconoce. Los calcáspidas probablemente estaban más dispuestos para el servicio de combate prolongado que los leucáspidas, ya que a veces se los encuentra en expediciones lejanas sin el otro cuerpo.

### Caballería
La importancia y proporción de caballería en el ejército antigónida fue mucho menor que en el ejército de Alejandro. Mientras que la proporción de caballería frente a infantería en el ejército de Alejandro fue aproximadamente de 1 a 6, en el ejército tardío antigónida la proporción fue aproximadamente de 1 a 20. Sin embargo se debe recordar que Filipo II tuvo una proporción similar de caballería a infantería. La razón de una fuerza montada mayor en las campañas de Alejandro fue la gran cantidad de territorio a cruzar, especialmente en Persia. Los avances rápidos y la capacidad de cubrir grandes distancias fueron la clave del éxito en las campañas de Alejandro. En comparación a los comandantes antigónidas la falta de cualquier presencia enemiga de caballería real y distancias cortas significaba que la caballería no era muy necesaria, y como tal la infantería pesada volvía a la batalla campal. Antígono Dosón tenía solo 300 caballeros macedonios con él en Selasia en 222 a. C., aunque para el reinado de Filipo V este había aumentado la cantidad de caballería, con Filipo teniendo alrededor de 2000 caballeros macedonios y tesalios en 197 a. C. Un trato justo de la caballería macedonia fue en realidad la suministrada por Tesalia, que siguió al campo a caballo a los reyes antigónidas como lo hicieron para Alejandro y su padre. Sin embargo, el uso de la caballería tesalia disminuyó en 196 a. C. cuando los romanos, triunfantes después de Cinoscéfalos, entregaron las partes de las Macedonia Tesalia a sus aliados los etolios. Perseo, debido a su extensa campaña de reclutamiento por su padre y un período de 30 años de paz, fue capaz de reclutar 3000 unidades de caballería macedonia propiamente dicha para servir con él en la tercera guerra macedónica. La unidad de caballería de la guardia central era el escuadrón real o sagrado. Esta unidad parece haber tenido entre 300 y 400 efectivos, ya que Doson tenía esa cantidad con él en Sellasia y Filipo V tenía 400 caballeros «de la casa» con él en sus campañas. Debido a la falta general de caballos nativos, los macedonios usualmente complementaban su caballería con la de aliados y mercenarios. En Sellasia, junto a los 300 de Doson, había 600 caballeros aliados y 300 mercenarios. Mientras tanto, en Pidna, Perseo tenía como aliado 1000 caballeros tracios bajo el mando de Cotis, el rey de los Odrisios. La falange de infantería dependía en gran medida de la caballería que, por supuesto, carecía de efectivos en los antigónidas. La debilidad y el abandono de las fuerzas en los flancos, lo que es más importante, las fuerzas de caballería, llevaron a la explotación de brechas en la falange en Cinoscéfalos y Pidna.

## Ejército de Andrisco
En 149 a. C., casi 20 años después de la derrota de Perseo en Pidna, Andrisco, un mercenario y supuesto heredero de Perseo, fue a por  ayuda a Demetrio I de Siria, pero fue apresado y enviado a Roma. Rápidamente escapó y se refugió entre las tribus tracias en el norte de Macedonia. Andrisco obtuvo el apoyo del rey tracio Teres, que le cedió 100 soldados, junto con otros 100 enviados por los otros jefes tracios. Andrisco rápidamente derrotó a las fuerzas de las varias repúblicas autónomas de Macedonia en batalla más allá del Estrimón en las tierras de la tribu  de los odomantos. Las tropas tracias de Andrisco habrían sido principalmente peltastas y caballería ligera. Andrisco, después de haber tomado el nombre de Filipo VI como nuevo rey de Macedonia, derrotó a un ejército romano bajo el mando de Publio Juvencio. Andrisco, habiendo derrotado a los romanos en 148 a. C. invadió Tesalia donde sufrió un revés en la batalla contra la Liga Aquea, al mando de Escipión Nasica. Un ejército romano bajo Quinto Cecilio Metelo invadió Macedonia y Andrisco fue derrotado en la segunda batalla de Pidna. La derrota fue ayudada probablemente por la deserción de Telestes, comandante  de su caballería, nombrado por Andrisco. La caballería aristocrática macedonia se unió a Telestes, ya que las clases más ricas recibían más apoyo de los romanos que de Andrisco, y ya cualquier esperanza de éxito estaba muerta.